# ماری‌جوانا در پرتغال

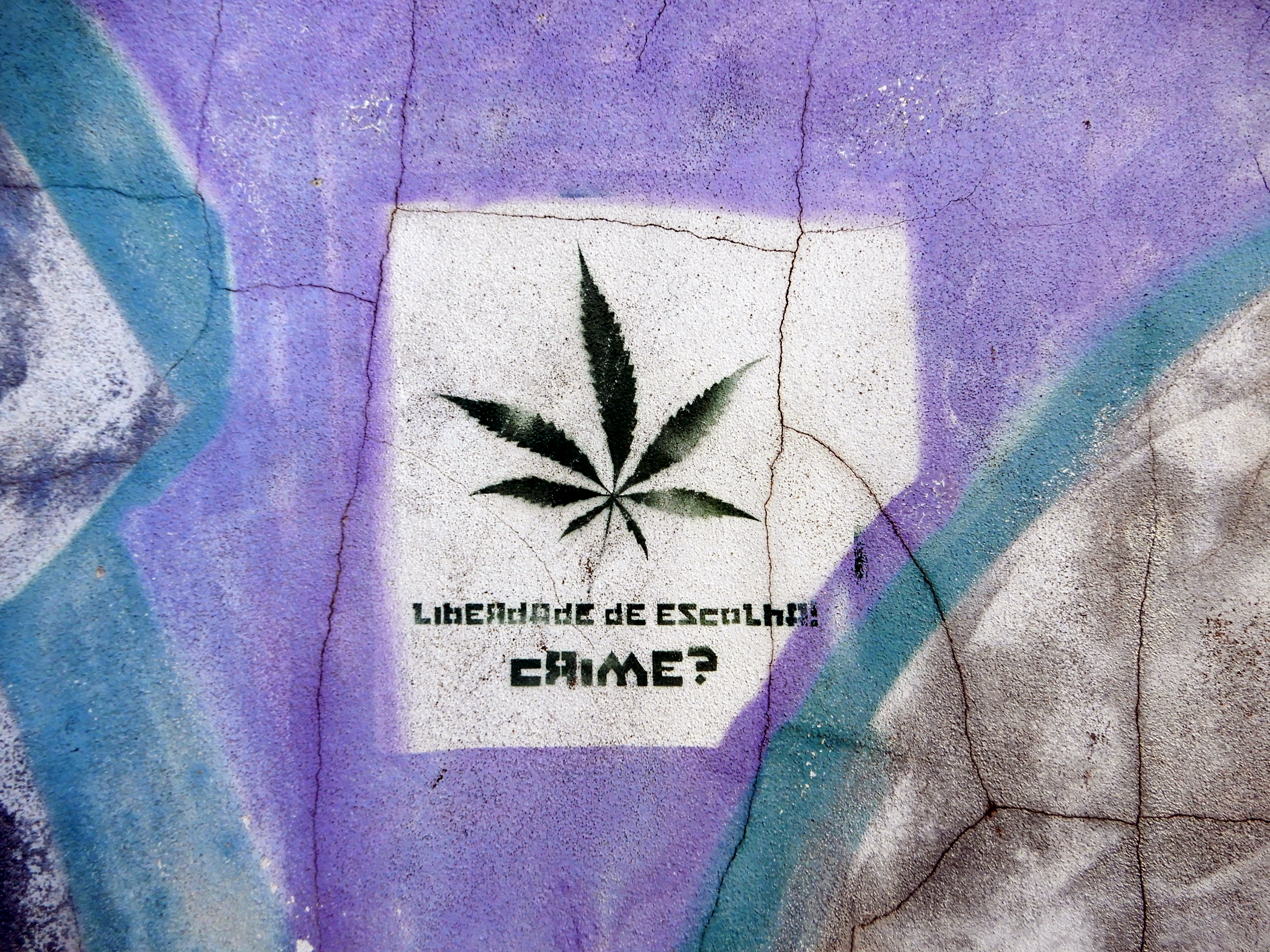
گرافیتی در پرتغال علیه جرم‌انگاری ماری‌جوانا

از ماری‌جوانا در پرتغال جرم‌زدایی شده است، که نتیجهٔ جرم‌زدایی از همهٔ مواد مخدر در سال ۲۰۰۱ است. استفاده پزشکی از ماری‌جوانا در سال ۲۰۱۸ قانونی شد.

## تاریخچه

### مستعمرات خارج از کشور پرتغال

#### گوا
پس از تصرف گوا توسط پرتغالی‌ها در سال ۱۵۱۰، پرتغالی‌ها با آداب و رسوم و تجارت ماری‌جوانا در هند آشنا شدند. گارسیا دا اورتا، گیاه‌شناس و پزشک، در سال ۱۵۳۴ در کتاب «محافظه‌های ساده و داروها و مسائل دارویی هند و چند میوه» دربارهٔ کاربردهای ماری‌جوانا نوشت. پانزده سال بعد کریستوبال آکوستا «اثری در مورد داروها و داروهای هند شرقی» را نوشت و دستورالعمل‌های بانگ را تشریح کرد.

#### برزیل
ماری‌جوانا در اوایل دهه ۱۸۰۰ توسط استعمارگران پرتغالی به برزیل معرفی شد. ممکن است قصد آن‌ها کشت الیاف کنف بوده باشد، اما برده‌های آفریقایی که پرتغالی‌ها از سواحل غربی آفریقا آوردند، با ماری‌جوانا آشنا بودند و به صورت روان‌گردان از آن استفاده می‌کردند، که باعث شد شورای شهرداری ریودوژانیرو در سال ۱۸۳۰ ورود ماری‌جوانا به شهر را ممنوع کند و برای بردگانی که از آن استفاده می‌کنند مجازات تعیین کرد.

## جرم‌زدایی
داشتن ماری‌جوانا در پرتغال در مقادیری برای استفاده شخصی که حداکثر ۲۵ گرم مواد گیاهی یا ۵ گرم حشیش در نظر گرفته می‌شود، جرم زدایی شده است. در سال ۲۰۰۱ پرتغال تمام موادهای مخدر غیرقانونی را جرم‌زدایی کرد، به این معنی که در اختیار داشتن مقادیر شخصی (برای استفاده در ۱۰ روز) برای اولین بار مشمول هیچ مجازاتی نمی‌شود. جرایم بعدی ممکن است مشمول مجازات‌های مدنی یا درمان اجباری شوند.

## قانونی شدن
احزاب سیاسی لیبرال ابتکار، بلوک چپ و LIVRE از قانونی شدن ماری‌جوانا در پرتغال حمایت می‌کنند.

## استفاده پزشکی
در ژوئیه ۲۰۱۸، قانونی به تصویب رسید که اجازه استفاده پزشکی از ماری‌جوانا در پرتغال و توزیع آن در داروخانه‌ها را می‌دهد. کشت شخصی برای مصارف پزشکی غیرقانونی باقی ماند. در نتیجه، واردات ماری‌جوانای پزشکی به پرتغال به یک فرصت تجاری امیدوارکننده برای کارآفرینان محلی و شرکت‌های ماری‌جوانا تبدیل شده است.